# بيتر أيزنمان
بيتر ايزنمان (بالإنجليزية: Peter Eisenman)‏ معماري أمريكي (من مواليد عام 1932 في نيوجيرسي، الولايات المتحدة). يُعتبر من رواد العمارة التفكيكية. من أشهر أعماله نصب الهولوكوست في برلين ومركز وكسنر للفنون في كولومبوس، أوهايو بالولايات المتحدة. تتميز أعماله بشكل عام بأنها تحتاج إلى القراءة عنها قبل مشاهدتها، وصعوبة الفهم لعامة الناس.

## حياته المهنية

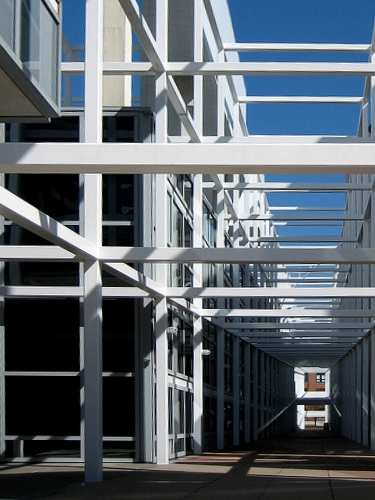
مركز وكسنر بكولومبوس

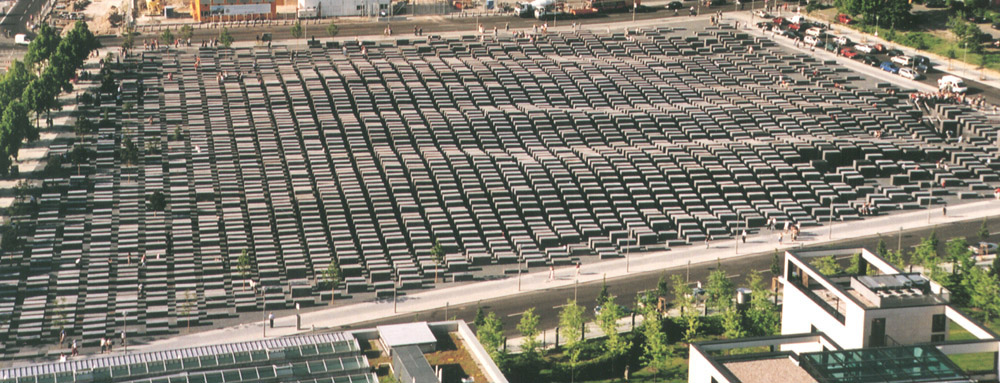
منظور جوي لنصب المحرقة النازية في برلين

حصل على شهادته الجامعية من جامعة كورنل 1955 وحصل على الماجستير من جامعة كولومبييا عام 1960 وحصل على الدكتوراه من جامعة كامبريدج - إنجلترا عام 1962 والدكتوراه التخصصية في نظريات التصميم من نفس الكلية عام 1963 ولقد حصل على الرئاسة الفخرية لإتحاد المعماريين بنيويورك.
كان ايزنمان أحد المعماريين الخمسة الذين أطلق عليهم (The New York Five) الذين عرضوا أعمالهم في متحف الفن المعاصر (MoMA) في نيويورك عام 1967. (وهم: بيتر ايزنمان، ميشايل غرافيس، تشارلز جواثمي، جون هيجرك وريتشارد ماير).

## فكره المعماري
يعد من أكبر كتاب المجلات المعمارية وله كتب كثيرة وخاصة في المنازل يصنف ايزنمان على أنه من اتباع المدرسة التفكيكية (Deconstruction) ويصنف على كونه من مدرسة (th Revivalism 20).
يعتبر ايزنمان أيضا رائد في المدرسة الإيجابية ـ الاعتقادية (Positive –Nihilism)، حيث ينادي هذا الاتجاه بالتحرر الفكري الكامل ولا يربط نفسه بأي مدرسة أو اتجاه أو مسمى معينا يقع تحته المبنى ولذا نجد التحررية في التصميم وأساليب الإنشاء ومباني هذا الاتجاه لا تتقيد مثلا بالشكل أو الاتجاه الفكري أو العنصر نفسه فهي تدعو إلى الاستقلالية والانفصالية عن الواقع ككل.
كما يتسم بيترايزنمان بالعدمية، حيث يؤمن أن الاستعراض هو الهدف من العمارة. عمارته تتميز بالتجريدية الشديدة رغم ادخال بعض العناصر التقليدية.

## أعماله
يعد نصب الهولوكوست في برلين ومركز وكسنر للفنون في كولومبوس، أوهايو وستاد جامعة فوينكس بالولايات المتحدة من أشهر مشاريعه. ومن أشهر أعماله أيضا كاتدرائية ليفربول في إنجلترا – 1960.
له أيضا مجموعة من المنازل اعتمد في تصميمها على التلاعب في التكوينات الهندسية المعقدة للنقاط والخطوط والمسطحات والكتل وعدم المبالاة برغبة اصحاب البيوت ولا راحتهم ولا رضاهم. وعدم المبالاة بالاداء الوظيفى لهذه البيوت.

## وصلات خارجية
- بيتر أيزنمان على موقع IMDb (الإنجليزية)
- بيتر أيزنمان على موقع الموسوعة البريطانية (الإنجليزية)
- بيتر أيزنمان على موقع مونزينجر (الألمانية)

- موقع أيزنمان الرسمي
- Archinect.com مقابلة مع ايزنمان
- designboom.com مقابلة مع ايزنمان
- نصب هولوكوست برلين
- الموقع الرسمي لمركز وكسنر للفنون
- سياسات أيزنمان
- بيتر ايزنمان - معماري أمريكي